# Termitodiellus monticola
Termitodiellus monticola är en skalbaggsart som beskrevs av Jan Krikken och Huijbregts 1987. Termitodiellus monticola ingår i släktet Termitodiellus och familjen Aphodiidae. Inga underarter finns listade i Catalogue of Life.